# Rana luteiventris
La rana maculata (Rana luteiventris Thompson, 1913) è un anfibio anuro appartenente alla famiglia Ranidae, originario del Nord America.